# Juszczyn (gromada)
Juszczyn (od 1 I 1969 Maków Podhalański) – dawna gromada, czyli najmniejsza jednostka podziału terytorialnego Polskiej Rzeczypospolitej Ludowej w latach 1954–1972.
Gromady, z gromadzkimi radami narodowymi (GRN) jako organami władzy najniższego stopnia na wsi, funkcjonowały od reformy reorganizującej administrację wiejską przeprowadzonej jesienią 1954 do momentu ich zniesienia z dniem 1 stycznia 1973, tym samym wypierając organizację gminną w latach 1954–1972.
Gromadę Juszczyn z siedzibą GRN w Juszczynie utworzono – jako jedną z 8759 gromad na obszarze Polski – w powiecie wadowickim w woj. krakowskim, na mocy uchwały nr 31/IV/54 WRN w Krakowie z dnia 6 października 1954. W skład jednostki wszedł obszar dotychczasowej gromady Juszczyn ze zniesionej gminy Maków w tymże powiecie. Dla gromady ustalono 23 członków gromadzkiej rady narodowej.
1 stycznia 1956 gromada weszła w skład nowo utworzonego powiatu suskiego w tymże województwie.
30 czerwca 1960 do gromady Juszczyn przyłączono obszar zniesionej gromady Biała.
31 grudnia 1961 do gromady Juszczyn przyłączono obszar zniesionej gromady Żarnówka.
1 stycznia 1969 do gromady Juszczyn przyłączono obszar zniesionej gromady Grzechynia, po czym gromadę Juszczyn zniesiono przez przeniesienie siedziby GRN z Juszczyna do Makowa Podhalańskiego i przemianowanie jednostki na gromada Maków Podhalański.